# Techirghiol
Techirghiol (früherer Name Tekirgöl) ist eine Kleinstadt am Techirghiol-See in der Dobrudscha (Dobrogea) im Kreis Constanța in Rumänien.

## Etymologie
Der Name stammt vom türkischen Wort Tekirgöl, das "der See des Tekir" bedeutet.
Einer Legende nach erreichte ein blinder und verkrüppelter Mann namens Tekir mit einem Esel aus Versehen den See. Als Tekir versuchte, das Tier aus dem Schlamm zu ziehen, wurde er geheilt und konnte wieder sehen sowie normal laufen, was die heilenden Eigenschaften des Sees berühmt machte. Mittlerweile steht eine Statue von Tekir mit seinem Esel in der Stadt.

## Kurort
Die Stadt, die auch Kurort ist, wurde in der Nähe des Techirghiol-Sees (11,6 km²) gegründet. Sehenswert ist auch das in der Nähe gelegene Kloster Techirghiol, das 1760 von Zuwanderern aus Maiorești (Kreis Mureș) gegründet wurde.

## Bevölkerung
Im Ort lebten bis zu ihrer Umsiedlung 1940 auch Angehörige der Volksgruppe der Dobrudschadeutschen.
- 1992: 6872 Einwohner
- 2002: 7109 Einwohner
- 2011: 7292 Einwohner
- 2021: 8061 Einwohner